# 1935年臺灣市會及街庄協議會員選舉

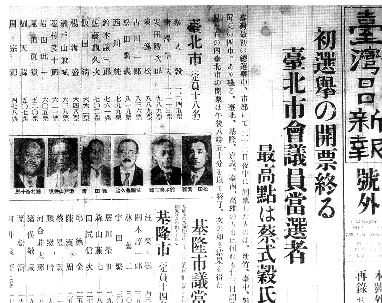
開票終了當日的《臺灣日日新報》號外。

第一回市會及街庄協議會員選舉，指的是日治時期台灣總督府在1935年11月22日舉行的第一次台灣殖民地選舉，也是台灣統治者舉辦的第一次民主選舉。是台湾在台湾日治时期所举办的2次直接民选的總選舉之一。1935年4月台湾总督府正式发布地方制度改革相关法令，确立选举制度。于同年11月22日举行。该次选举选出了一半市会议员及街庄协议会会员（另一半由州知事派任）。

## 選前情勢
1920年9月，臺灣總督府施行新的地方自治制度，將地方行政區分為五州二廳（1926年增設澎湖廳），下轄三市和郡，郡再下轄260街庄，州市設有州會與市會，街庄設有協議會，州市會議員與街庄協議會員，不過其中的市會議員與協議會員都是官方派任，完全沒有民意機關的功能，只能說是統治者象徵性的自治機關。日本官方考慮到同化政策尚未成功，而且在台台灣人數目高於日本人二十倍以上，開放選舉有損日本利益，沒有開放選舉的誠意。在此政治情勢之下，台灣民眾不斷有爭取地方選舉的聲音出現。其中又以蔣渭水代表的台灣民眾黨（1927-1931）與林獻堂代表的台灣地方自治聯盟（1930-1937）推行最力。後台灣民眾黨被迫解散，臺灣地方自治聯盟持續要求公民普選，地方議會改為議決機關、地方行政機關有自主權、財政權，並發動各種請願、演講。1934年自治聯盟以承認日本同化政策為前提，放棄議會設置請願運動（1921-1934）為條件向政府讓步，而獲得總督府回應，並在隔年施行第一屆市會及街庄協議會員選舉。這次選舉出的州市會議員擁有部分的議決權，但街庄協議會仍然只是諮詢機關。州市會議員與街庄協議會員任期皆為4年。

## 限制
在正式投票前，臺灣各州印製選舉手冊明定選舉規定，以臺中州警務部於1935年（昭和十年）8月20日出版發行之《臺中州會、市、街庄協議會員選舉備忘》，可見當時的選舉規定與準則；雖然這次選舉號稱是台灣第一次民主選舉，可是仍有如下的限制：
- 議會員（民意代表）的總名額中只有一半開放選舉，另一半仍是官方派任。
- 除了規定選舉人必須為日本帝國之臣民、年滿二十五歲和住滿六個月的規定以外，並限制只有男性和年繳稅金五圓以上的人才能投票。結果當時全台灣四百多萬的人口中，合格的選民只有兩萬八千人。由于这次选举资格颇高，导致人口比例与有选举权者比例不同，例如台中市台湾人与日本人比例为5：1，但有选举权者日本人占2000多人；台湾人占1800多人。

## 過程
這次選舉參選人的選舉活動，與後來的台灣選舉頗有類似之處。根據台北市會議員當選人陳逸松回憶，選前十幾天的公開活動，他接連在室內各地演講，總共講了三、四十場，在沒有麥克風的年代，嗓子都啞掉了。還有人幫忙編競選歌曲，發傳單，挨家挨戶拜訪，「不一而足，花招盡出」。
而當時採用的日式投票方式與今日台灣的投票方式則有很大的不同。在投票現場進行身份確認後，選民會拿到一張投票用紙，在上面親手寫下自己支持的人選。填寫名字時，寫的是漢字或是日文的平假名或片假名，只要可以辨識何人，有效票均從寬認定。即使有錯別字也沒有關係。選民在隔離的投票間中，用毛筆寫下自己支持的候選人姓名後，出來投入投票箱，完成投票。需要特別說明的是，日本選舉至今仍是採用手寫選票制度，此方式並非為了台灣而特設。
投票時間至當日六點為止。不過事後開票的過程則是十分緩慢。有的地方是投票結束後立刻開票，也有的地方是到第二天才開始開票作業。
這次選舉投票率各地均高達九成以上。當選者台灣人與日本人都有，不過以台灣地方自治聯盟為最大贏家。該聯盟成員蔡式穀且成為台北市會議員的第一高票。

## 評價
不過值得稱道的是，這次選舉的選風和平，並沒有脫序的演出。根據當時任台灣地方自治聯盟常務理事楊肇嘉的說法，這次選舉好人願意出頭，出馬競選，「候選人與其運動員（指助選員）絕無宴客或賄選的情況發生，選民投票是自由而秘密的。」官方也要求競選期間候選人與選民不能單獨接觸交談，投票日在投票所方圓兩百公尺之內，禁止任何競選活動。並在選前給文盲辦理講習，讓他們有能力從事選舉。整體說來，全台除了三十餘件的違規事件以外，選風基本上還算良好。楊肇嘉認為，這次「爭取到州、市的設置議決機關以及各級民意代表的半數民選」，可說是挫敗中的「落實感」，難怪「島民皆大歡喜」。
不過這次選舉只能選出一半的民意代表，另外一半仍然是由官方指派，加上嚴格的財產限制，有投票權的選民太少，連臺北市第一高票都只有1245票，距離真正的民主普選還有很大一段距離。台灣地方自治聯盟由於堅持在總督府容忍範圍之內爭取民主，也被當時的左派台灣人士譏為投降派。

## 选举结果
本次選舉投票率，市會投票率高達97%，街庄投票率達92.6%。而在当选席次方面：市会议员日本人占51%，台湾人49%；而在街庄协议会日本人仅占8%，台湾人92%。民選、官選之市街庄（協）議員合計，日本人有743人，臺灣人有2,857人，占比分別為20.6%與79.4%。
由于此時台湾民众党已经解散(臺灣民眾黨解散於1931年)，所以政治运动团体只剩台湾地方自治联盟。他们推出的候选人均为高学历的社会精英，因此成绩不错。在台南市、嘉義市推薦的候選人（臺南市推薦劉子祥、沈榮、津川福一、歐清石；嘉義市推薦梅獅、劉傳來、陳福財）全員當選。:490
瑞芳庄協議會員

陳天生、李建興、潘宏水、鄭戇趖、高神枝、黃烟篆、陳天註、蘇登賢、簡松林、許景滄、佐伯卿介、佐藤清一、後藤章司、冲亮吉、瀧口保、吉永勘一郎、黑木長助
溪湖街協議會員

李功垂、陳萬福、胡參、巫因、陳啓德、蔡丙燈、佐藤利夫、鄭老奎、廖春木、楊維新

## 其他
- 翌年11月20日举行州议员选举，并在1939年11月举行第2届选举。

## 資料來源
1. 1 2  陳 若蘭.  (PDF). 臺灣史研究. 民國104年9月, 22 (3): 139–175  [15-4-2025]. doi:無 请检查|doi=值 (帮助). 温哥华格式错误 (帮助);
2. ↑  國立臺灣歷史博物館. . 斯土斯民展品列表 - 斯土斯民-臺灣的故事. 國立臺灣歷史博物館.   [2018-02-06]. （原始内容存档于2020-12-02）.
3. ↑  . 中央社. 中央社. 2021-10-31  [2022-11-25]. （原始内容存档于2022-11-25）.
4. ↑  蔡培火、陳逢源、林柏壽、吳三連、葉榮鐘等人著. . 自立晚報社. 1982年2月.
5. ↑  臺灣新民報1938年2月11日日刊第8版
6. ↑  臺灣新民報1938年2月11日日刊第4版

## 傳記及相關書目
- 《台灣民族運動史》，蔡培火、陳逢源、林柏壽、吳三連、葉榮鐘等人著。臺北：自立晚報社。1971年初版，1982年2月再版。
- 《台灣西方文明初體驗》，陳柔縉，2005，麥田出版社。

## 外部連結
- 台灣歷史辭典
- 日治時期台灣時報資料庫。